# Grand Marais (Minnesota)
Grand Marais es una ciudad ubicada en el condado de Cook en el estado estadounidense de Minnesota. En el Censo de 2010 tenía una población de 1351 habitantes y una densidad poblacional de 179,93 personas por km².

## Geografía
Grand Marais se encuentra ubicada en las coordenadas 47°45′31″N 90°20′40″O / 47.75861, -90.34444. Según la Oficina del Censo de los Estados Unidos, Grand Marais tiene una superficie total de 7.51 km², de la cual 7.51 km² corresponden a tierra firme y (0%) 0 km² es agua.

## Demografía
Según el censo de 2010, había 1351 personas residiendo en Grand Marais. La densidad de población era de 179,93 hab./km². De los 1351 habitantes, Grand Marais estaba compuesto por el 93.41% blancos, el 0.44% eran afroamericanos, el 2.37% eran amerindios, el 0.52% eran asiáticos, el 0.15% eran isleños del Pacífico, el 0.59% eran de otras razas y el 2.52% pertenecían a dos o más razas. Del total de la población el 1.63% eran hispanos o latinos de cualquier raza.